# Hauptfriedhof Schweinfurt

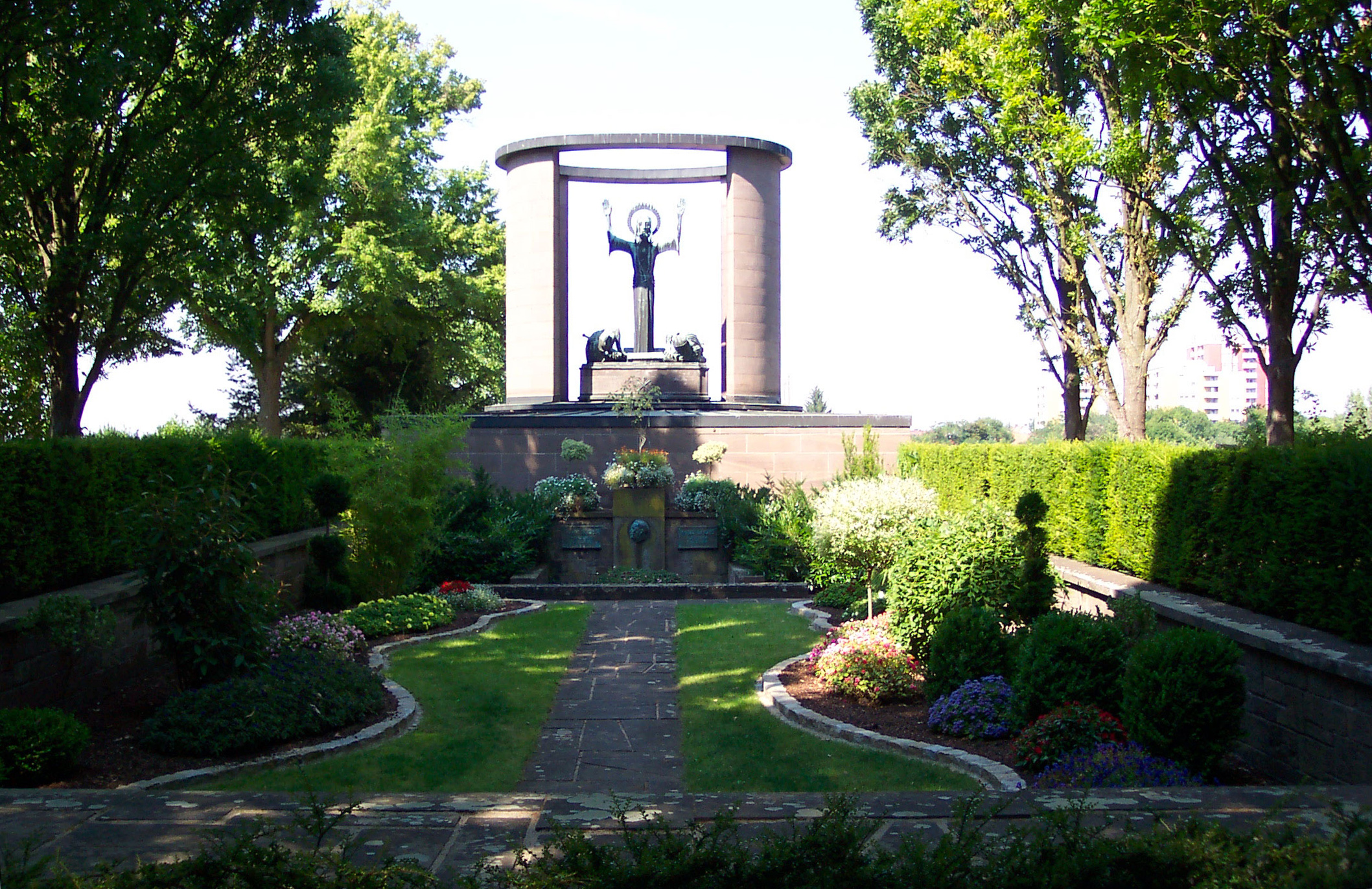
Wahrzeichen des Hauptfriedhofs, Familiengrab der Sachs

Der Hauptfriedhof in Schweinfurt ist einer von derzeit drei genutzten Friedhöfen der Stadt. Er verfügt über das einzige städtische Krematorium Unterfrankens, das von einem Umkreis bis 100 km genutzt wird. Innerhalb des Hauptfriedhofs befindet sich zudem ein Jüdischer Friedhof.

## Lage
Der Hauptfriedhof liegt im Nördlichen Stadtteil. Er grenzt im Westen an die Gartenstadt und im Südwesten an die Innenstadt.

## Geschichte

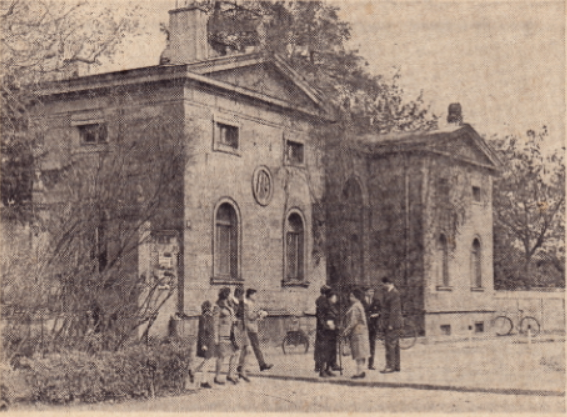
Spätklassizistische Portalbauten am Haupteingang, mit Verwaltungs- und Aufbahrungsgebäude. Sie wurden in den 1960er Jahren abgebrochen

Der Hauptfriedhof wurde 1874 als Nachfolgeeinrichtung des inzwischen zu klein gewordenen Alten Friedhofs eröffnet.
Mitte des 20. Jahrhunderts wurde der Friedhof östlich über die Maibacher Straße hinaus erweitert und schließlich die Maibacher Straße in diesem Abschnitt in das Friedhofsareal einbezogen. 
In den 1960er Jahren wurde der Bereich des Haupteingangs komplett umgestaltet. Die spätklassizistischen Portalbauten am Haupteingang, mit Verwaltungs- und Aufbahrungsgebäude, wurden abgebrochen und östlich davon ein neuer, großer Komplex errichtet, mit neuer Aussegnungshalle und Krematorium.
Seit Jahrzehnten geht die Zahl herkömmlicher Gräber zurück, infolge der Zunahme von Urnengräbern mit geringerem Flächenbedarf, wodurch sich im Laufe der Zeit der parkähnliche Charakter des Friedhofs erhöhte.

## Daten Hauptfriedhof

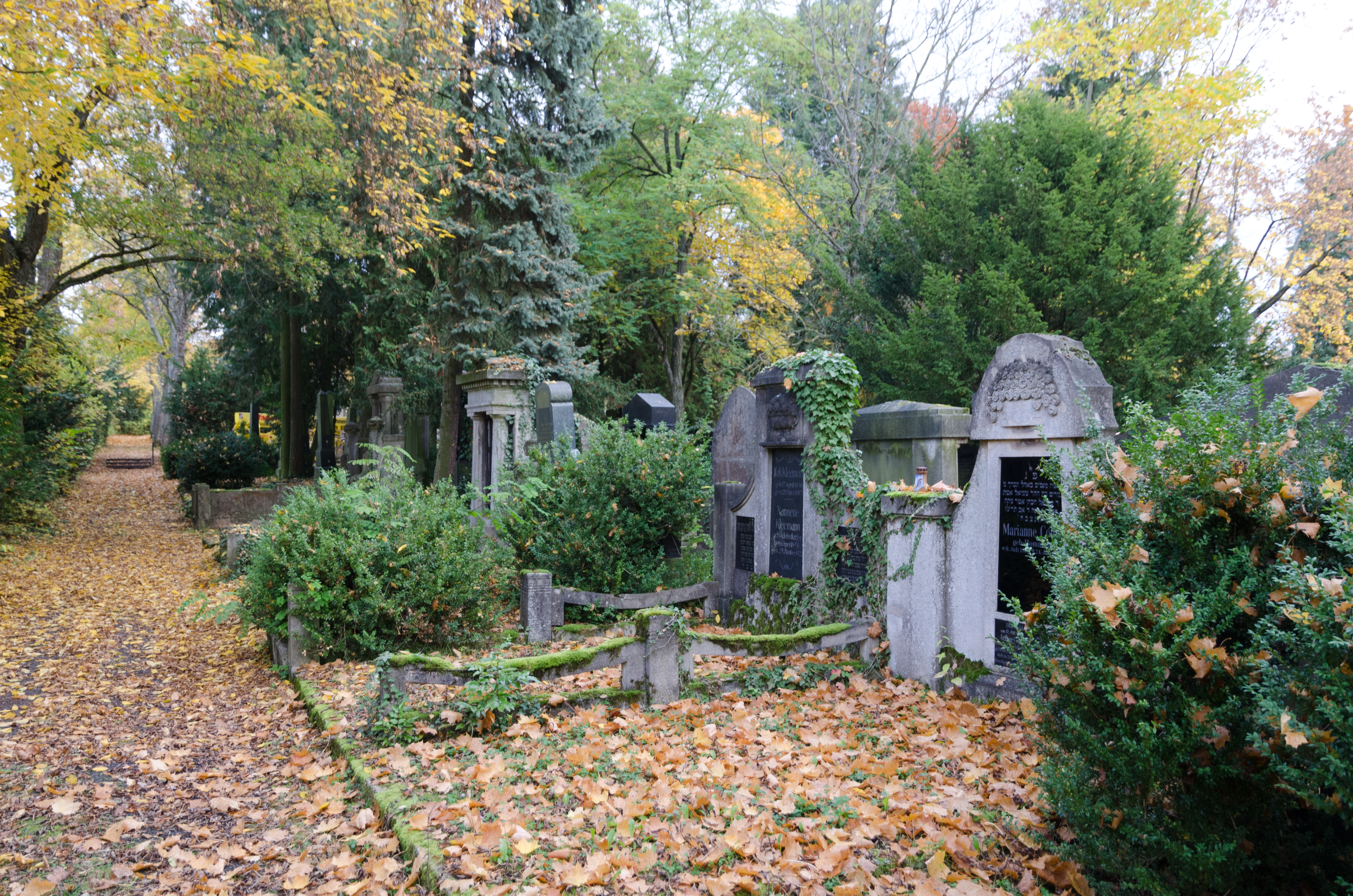
Gräber im ältesten Bereich des Hauptfriedhofs

Der Friedhof umfasst 10 Hektar mit 10 000 Gräbern und besitzt 642 große Parkbäume (2006). Jährlich werden ca. 200 Gräber aufgegeben und etwa 140 vergeben. Die Schweinfurter Friedhofsverwaltung, die auch die beiden anderen Friedhöfe der Stadt betreut, hat 13 Mitarbeiter.

## Sachs-Grab
Das weitaus größte Grab und weithin sichtbare Wahrzeichen des Hauptfriedhofs, mit einer großen Christusfigur, ist das Grab der Schweinfurter Industriellenfamilie Sachs. Hier ruhen u. a. Ernst Sachs und sein Sohn Willy Sachs, während Gunter Sachs in Saanen beigesetzt wurde.

## Krematorium
Das Krematorium ging 1965 als zweites in Nordfranken in  Betrieb, nach Coburg (1904). In der damals sozialdemokratisch regierten, reichen Industriestadt und einstigen, protestantischen Reichsstadt gab es i. Ggs. zu katholisch geprägten Regionen keine Vorbehalte gegen Feuerbestattungen und ausreichend finanzielle Mittel für das Projekt. 
Im Jahr werden über 3000 Feuerbestattungen durchgeführt, seit 1965 waren es rund 121 000 (2019). In eine neue Anlage wurden 1996 von der Stadt 4 Mio. Mark investiert.